# 페드루 안토니우 피멘테우 페헤이라
페드루 안토니우 피멘테우 페헤이라(포르투갈어: Pedro Antonio Pimentel Ferreira, 2002년 2월 20일~)는 브라질의 축구 선수이다.

## 참고 문헌
- “페드루 안토니우 피멘테우 페헤이라”. 《서울 이랜드 FC》. 이랜드스포츠.